# Blumenbachia exalata
Blumenbachia exalata là một loài thực vật có hoa trong họ Loasaceae. Loài này được Weigend mô tả khoa học đầu tiên năm 2006.